# آثار و ابنیه تاریخی شهر تبریز
آثار و ابنیهٔ تاریخی شهر تبریز کتابی از عبدالعلی کارنگ است که در سال ۱۳۵۱ منتشر و برندهٔ جایزه کتاب سال سلطنتی شد.